# Landkasten (Königsberg)
Der Landkasten war die in Königsberg (Preußen) geführte Hauptkasse der Stände des Herzogtums Preußen.
Um sie dem eventuellen Zugriff des Herzogs zu entziehen, wurde sie im Königsberger Dom aufbewahrt. Die herzogliche Kasse befand sich im Königsberger Schloss.